# Placca indiana

La placca indiana in rosso sulla destra.

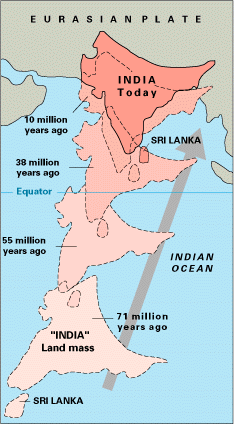
Lo scivolamento della placca indiana dovuta alla deriva dei continenti.

La placca indiana è una delle placche tettoniche in cui è divisa la litosfera. Originariamente era parte dell'antico continente di Gondwana. 
Nel tardo periodo Cretaceo, circa 90 milioni di anni fa, in seguito alla divisione dal continente Gondwana, la placca indiana si divise dal Madagascar. Iniziò uno spostamento verso nord, a circa 15 cm all'anno, e andò a collidere con la placca euroasiatica tra i 50 ed i 55 milioni di anni fa, nell'Eocene (Cenozoico). Secondo altre ipotesi la collisione avvenne circa 34 milioni di anni fa.
Circa tra i 50 e i 55 milioni di anni fa la placca indiana si congiunse con l'adiacente placca australiana dando vita alla placca indo-australiana. La placca indiana comprende il subcontinente indiano ed una porzione del bacino dell'adiacente oceano Indiano.